# Opalenica
Opalenica je město v Polsku ve Velkopolském vojvodství v okrese Nowy Tomyśl. Je sídlem městsko-venkovské gminy Opalenica. Nachází se na řece Mogilnica, 40 km západně od Poznaně. V roce 2023 zde žilo 9 319 obyvatel.

## Historie
Místo je poprvé písemně zmíněno v roce 1393 v listině vydané polským králem Vladislavem II. Jagellem. Městská práva získala Opalenica v letech 1399 až 1401. Tehdy ji vlastnil Ticz Bar de Opalenicza (Tietz-Dietrich Bär), představitel pomořanského rytířského rodu.
V roce 1445 se město stalo majetkem poznaňského biskupa Andrzeje z Bnina, který jej předal svému bratranci Piotrovi z Bnina. V roce 1453 Piotr jako první přijal příjmení Opaleński, brzy změněné na Opaliński. V majetku tohoto šlechtického rodu, jednoho z nejvýznamnějších v tehdejší Polsko-litevské unii, zůstala Opalenica po tři staletí, až do smrti Leona Wojciecha Opalińského v roce 1775.

### Opalenica v období dělení Polska
Mezi lety 1793 a 1807 byla Opalenica, v důsledku druhého dělení Polska, pod pruskou nadvládou. V letech 1807–1815 se město ocitlo v departementu Poznaň v rámci Varšavského knížetcví. Po Vídeňskému kongresu byla Opalenica v roce 1815 vrácena Prusku (provincie Posen), kde byla spravována jako součást okresu Buk a od roku 1887 okresu Grätz.
Dynamický rozvoj Opalenice a celého regionu úzce souvisí s výstavbou železnice. V roce 1870 byla otevřena železniční trať spojující Poznaň s Berlínem a v roce 1881 byla železniční síť rozšířena o spojení s městem Grodzisk Wielkopolski.
V tomto období bylo rozhodnuto o výstavbě cukrovaru – prvního a zároveň největšího průmyslového závodu v oblasti. Zřízením cukrovaru vznikla potřeba zásobovat jej surovinou pro výrobu cukru (cukrovkou). V důsledku toho byla v roce 1886 vystavěna první úzkokolejka ve Velkopolsku.
Během doby, kdy byla pod cizí nadvládou, měla Opalenica vždy jednoznačně polský charakter. Působilo zde mnoho národních organizací a zvláštní pozornost si zaslouží činnost kněží (Wacław Karwowski, Antoni Gustowski a Mieczysław Chudziński), kteří se aktivně účastnili bojů s Prusy.
Opalenica se osvobodila z pruské nadvlády během Velkopolského povstání 28. prosince 1918. Více než 200členná rota Opalenica pod velením Edmunda Klemczaka se mimo jiné zmocnila železniční stanice v Opalenici a odzbrojila německý vojenský transport mířící do Poznaně.
V meziválečném období se ve městě rozvíjelo především zemědělství a řemeslná výroba. Opalenica byla místem, kde byl v letech 1929–1932 vyroben první polský motocykl „LECH“.
1. září 1939 začala nacistická okupace bombardováním evakuačního vlaku na vlakovém nádraží. Mnoho obyvatel zemřelo nebo bylo deportováno, což vedlo k populačnímu poklesu o více než 800 lidí na 4 366 v roce 1946.
Po roce 1945 se Opalenica stala důležitým průmyslovým a zemědělským centrem.

### Sport, fotbalový stadion
Na okraji Opalenice se nachází fotbalový stadion Městského sportovního klubu Promień Opalenica s hotelem Remes. Do roku 2010 se v Opalenici každoročně konal Remes Cup, největší mládežnický fotbalový turnaj v Polsku. Během mistrovství Evropy ve fotbale v roce 2012 bydlela v hotelu Remes portugalská fotbalová reprezentace, kterou doprovázela fotbalová legenda Eusébio. V roce 2021 zde měla Polská fotbalová reprezentace tréninkový kemp před mistrovstvím Evropy.

## Památky
- Kostel svatého Matouše – pozdně gotický římskokatolický kostel v ulici Farna.
- Hřbitovní kaple v manýristickém stylu z 1. poloviny 17. století.
- Neoklasicistní fara, nacházející se v parku u kostela svatého Matouše. Svým tvarem odkazuje na šlechtická sídla – má třísloupový portikus a sedlovou střechu se štíty. Stavba byla postavena na místě dřívější dřevěné fary z počátku 17. století.
- Radnice z roku 1897. Postavil ji architekt Dolcius z Grodziska Wielkopolského ve stylu eklektického historismu.
- Kostel svatého Josefa byl postaven v roce 1900 jako evangelický kostel (architekt: Ludwig von Tiedemann). Novogotickou stavbu převzala katolická církev v roce 1945.
- Zničené památky – větrné mlýny. V blízkosti silnice vedoucí do Grodzisku, na ulici Młyńska, stávaly tři dřevěné větrné mlýny. Jeden z nich, po údržbě provedené koncem 70. let, zapálil pyroman v roce 1983. Druhý větrný mlýn byl zbořen, protože hrozilo jeho zřícení. Třetí větrný mlýn vyhořel v roce 2004.

## Přírodní zajímavost
V Kopankách, vesnici ve vzdálenosti 6 km od Opalenice, se v podkroví budovy školy nachází netopýří pozorovatelna „Batmanówką”. Je přístupná veřejnosti a umožňuje na jaře a v létě pozorovat kolonii netopýra velkého, aniž by byla zvířata rušena. Škola má také speciální místnost s expozicí věnovanou netopýrům.

## Partnerská města
- Horodok (Ukrajina, Lvovská oblast), (2010)
- Königslutter am Elm (Německo, spolková země Dolní Sasko), (1998)
- Něman, (Rusko, Kaliningradská oblast), (2010)
- Storkow (Německo, spolková země Braniborsko), (2003)
- Zevenbergen (Holandsko, provincie Severní Brabantsko), (1991)

## Galerie

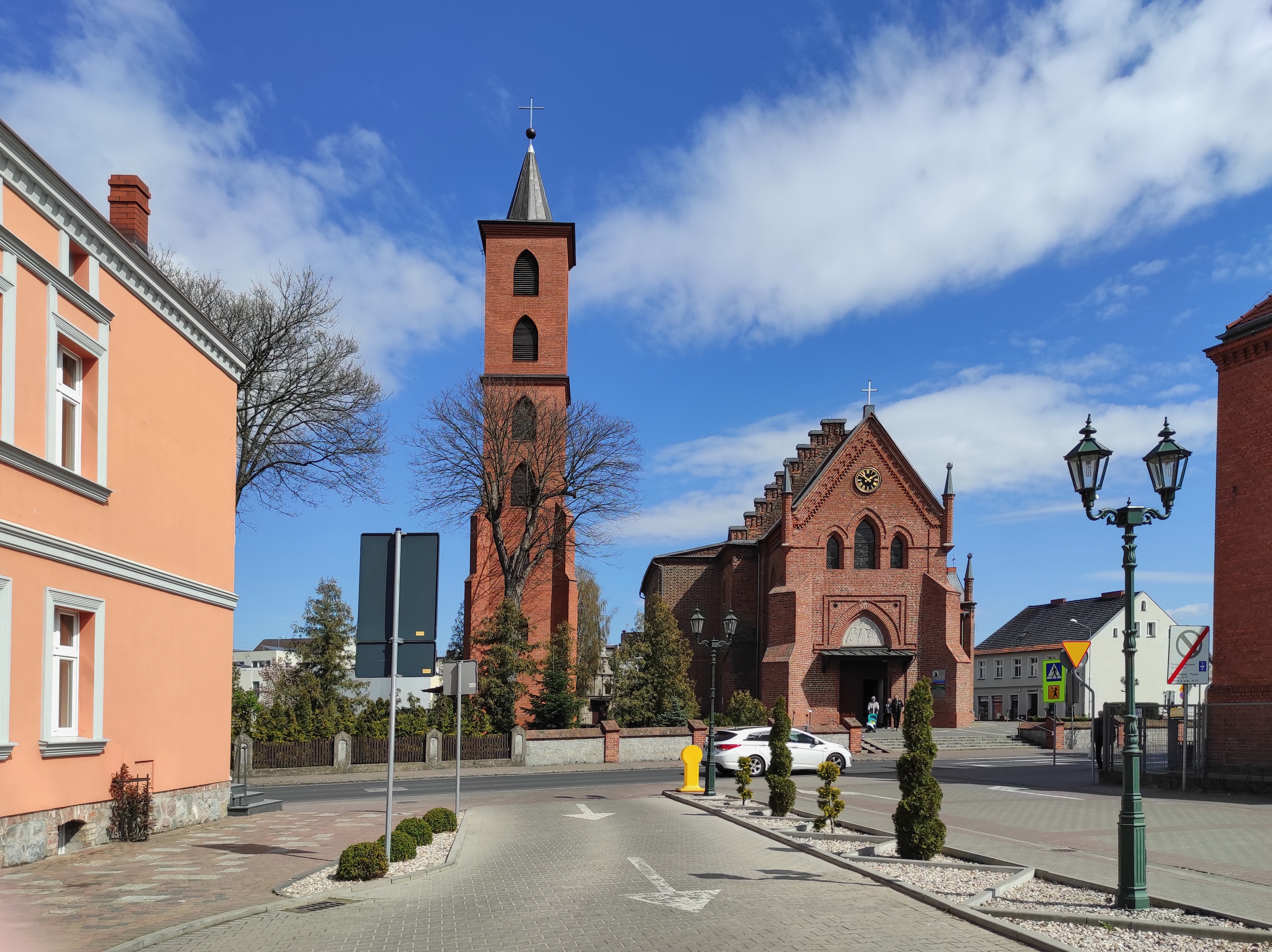
Kostel svatého Matouše se zvonicí
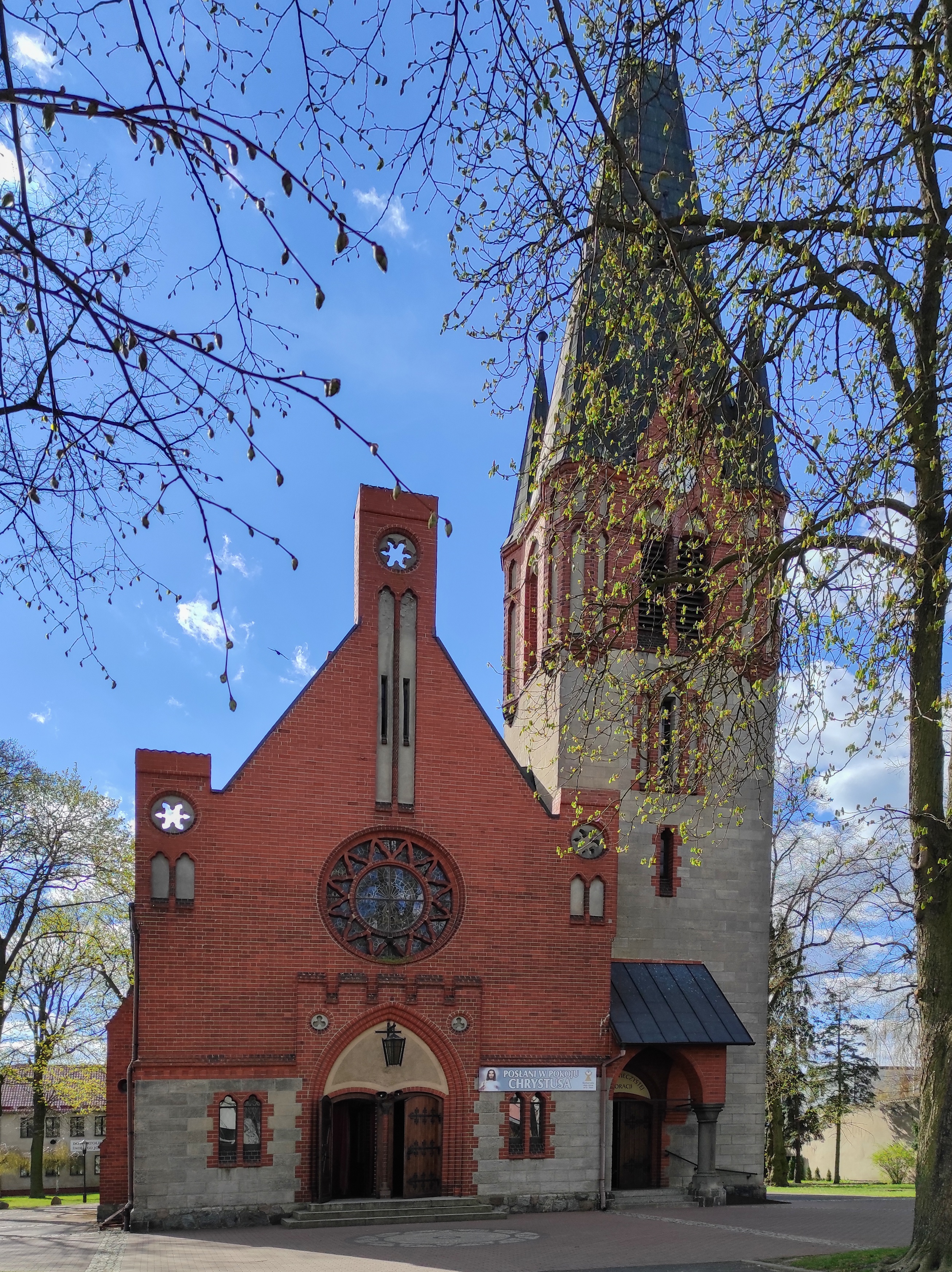
Kostel svatého Josefa
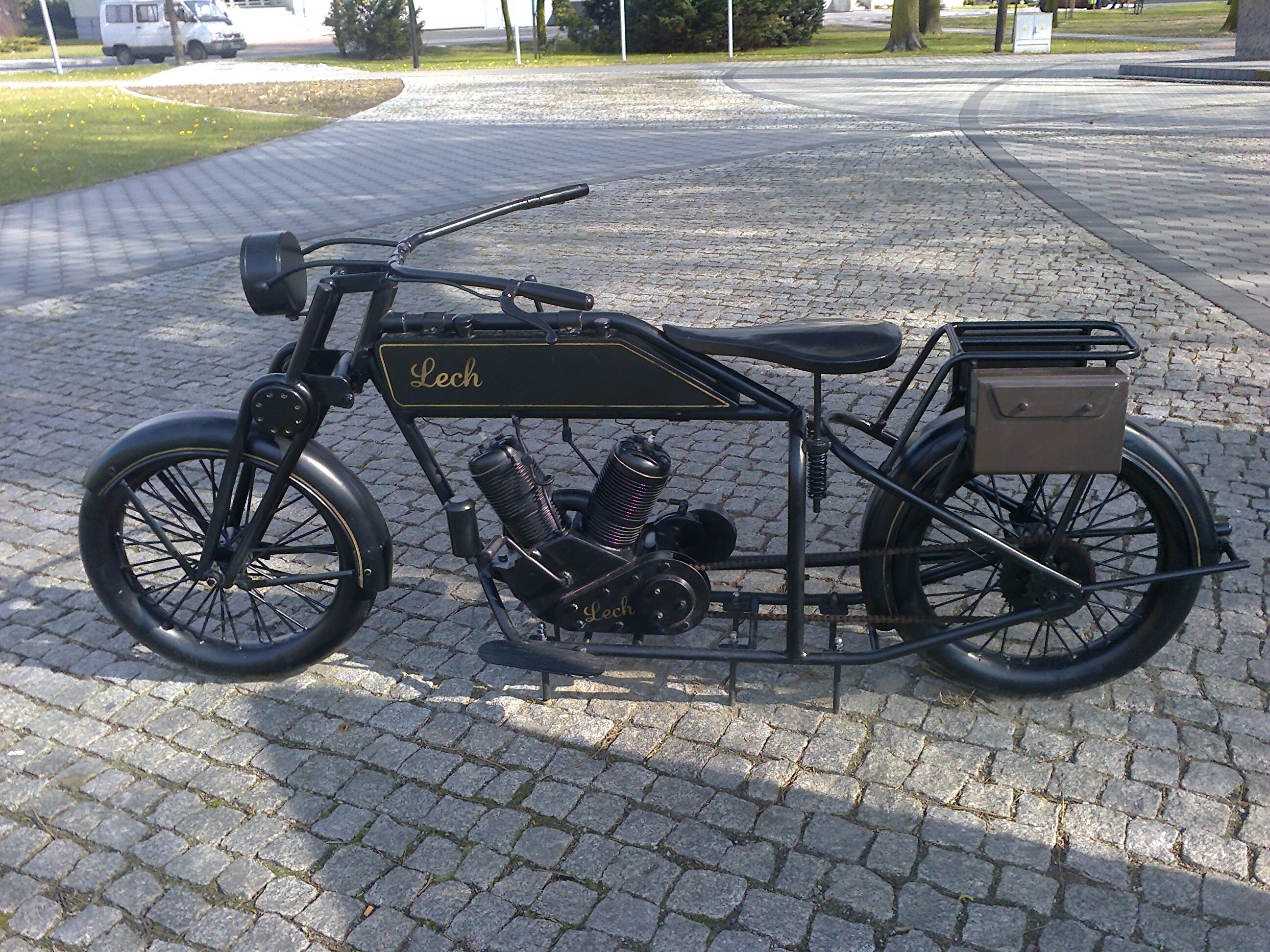
Motocykl Lech vyráběný ve 30. letech 20. století
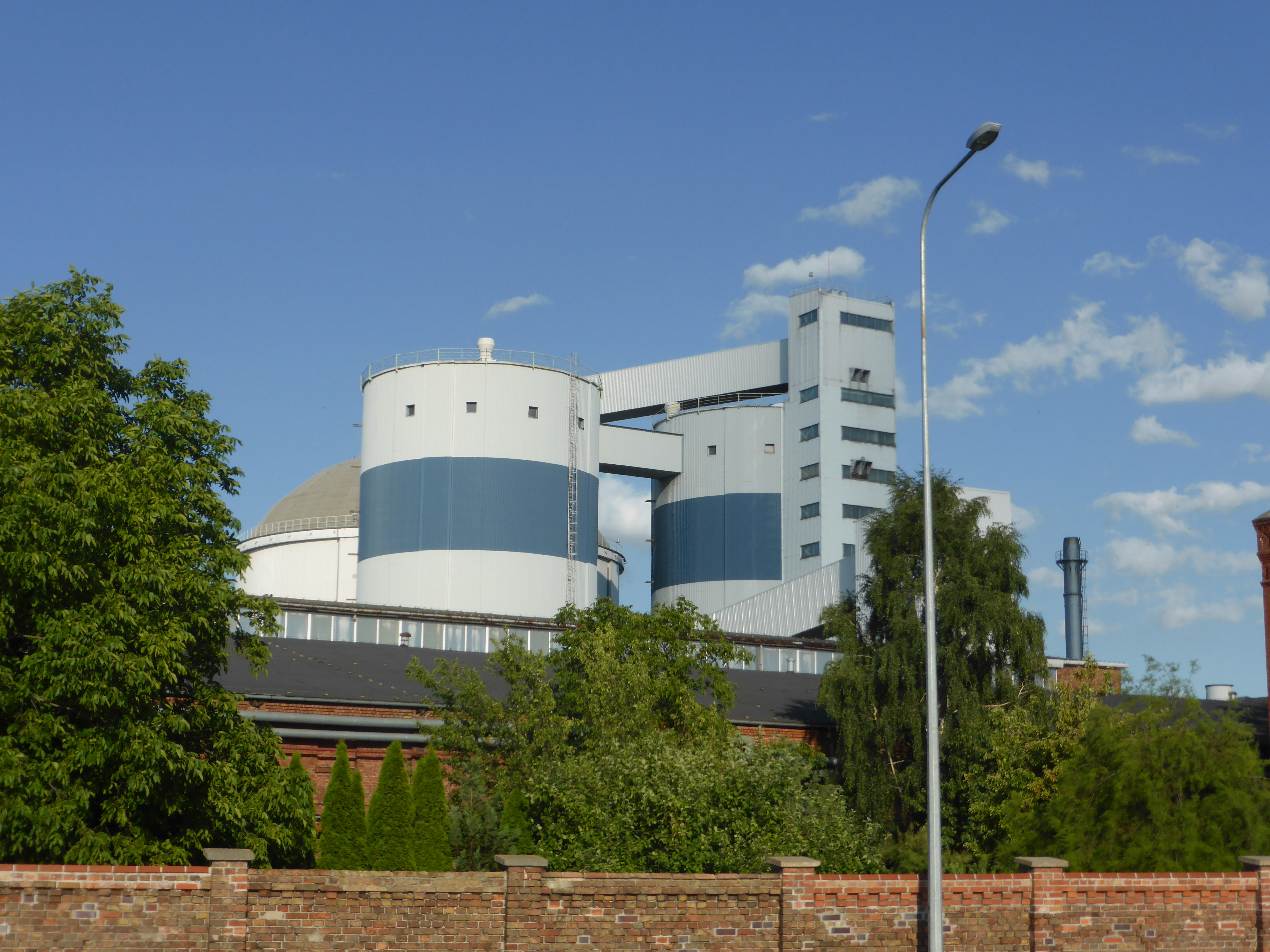
Cukrovar
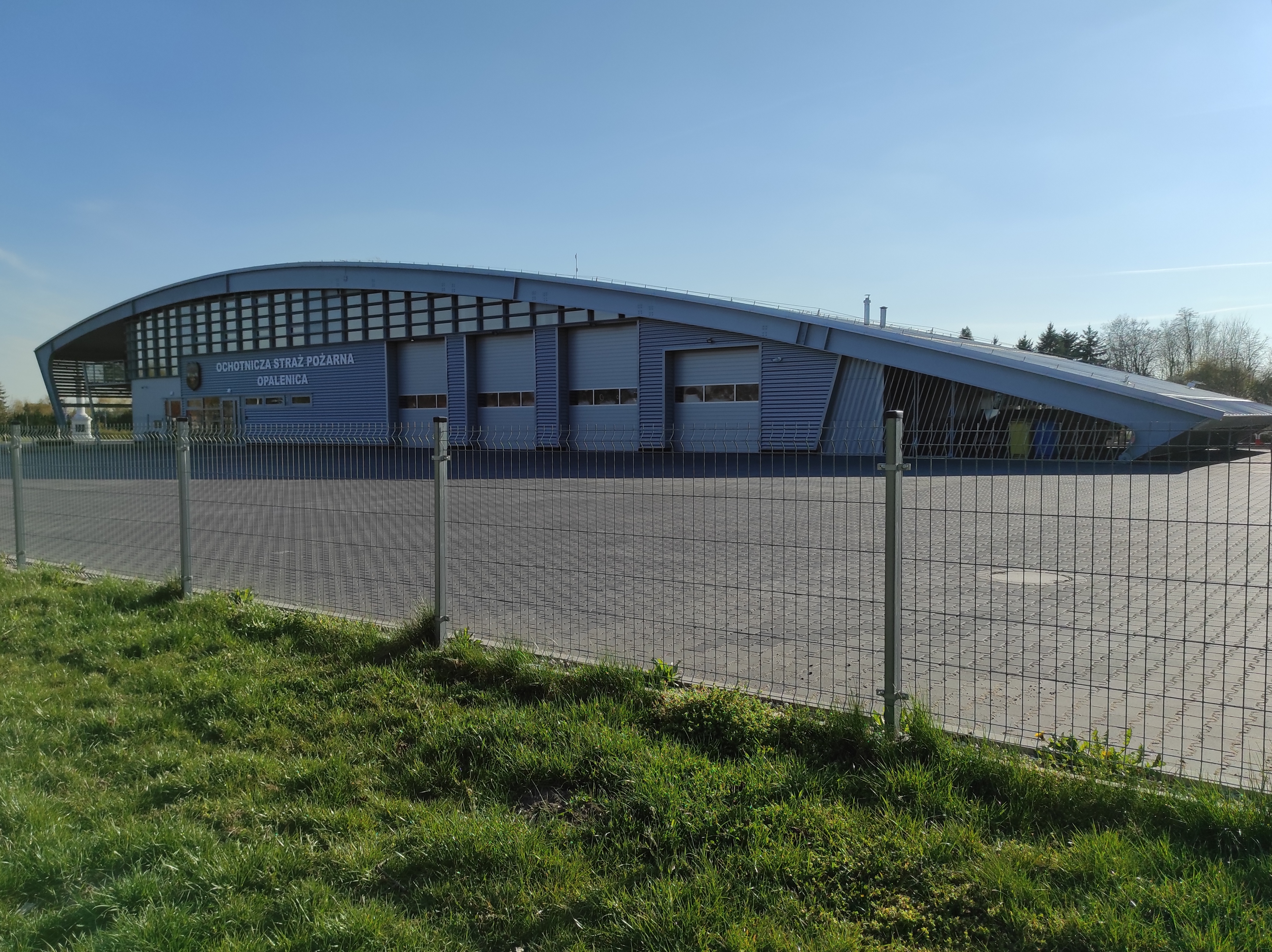
Nová hasičská zbrojnice
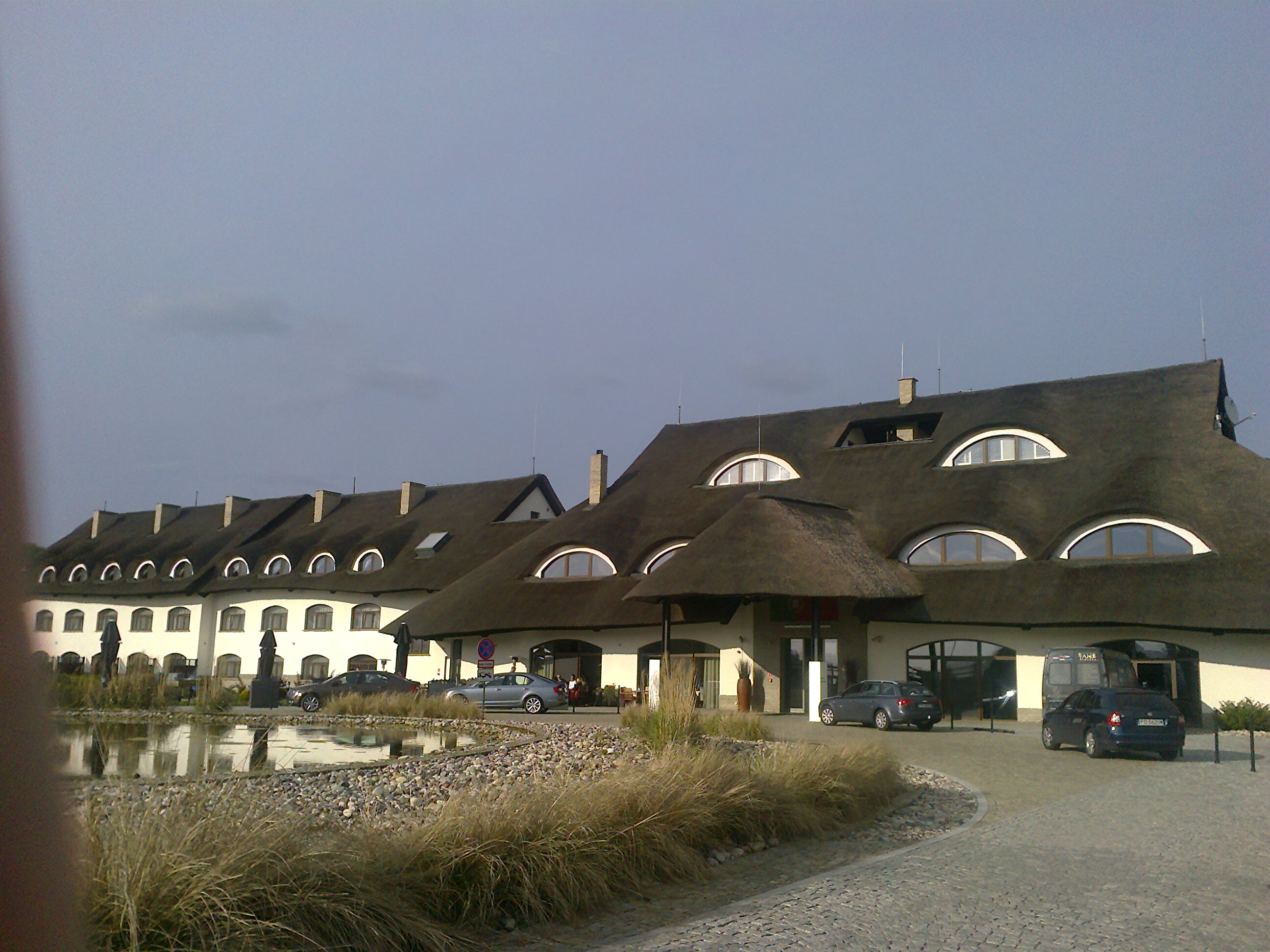
Hotel Remes
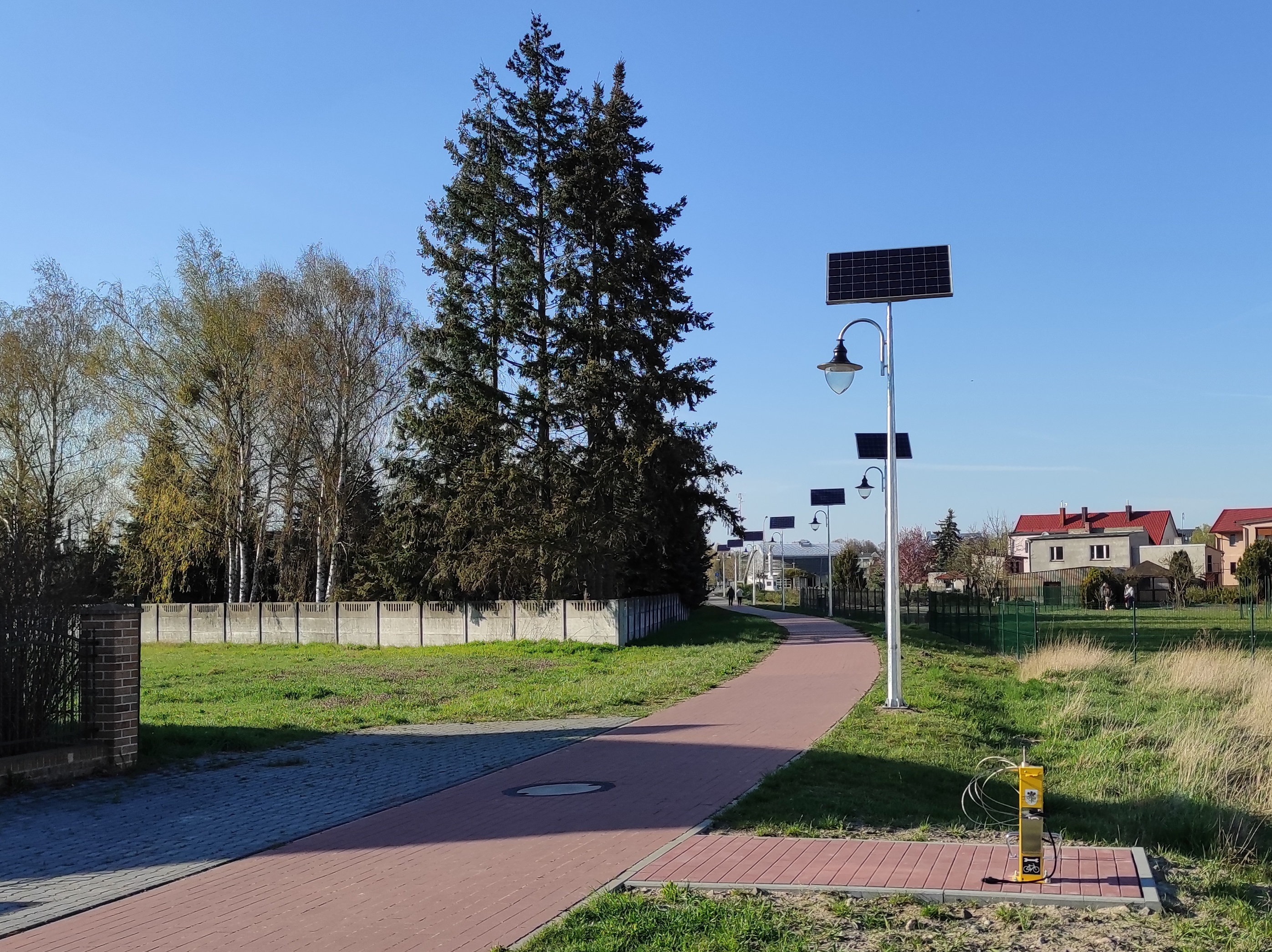
Solární veřejné osvětlení